# Magrunner: Dark Pulse
Magrunner Dark Pulse est un jeu vidéo de réflexion adoptant un gameplay de jeu de tir à la première personne, sorti le 20 juin 2013 sur PC, développé par 3AM Games (filiale de Frogwares).
Magrunner est le premier jeu de Frogwares à se présenter comme un FPS. Certains éléments du scénario se placent néanmoins dans l'univers de Lovecraft déjà abordé par le développeur dans ses précédents jeux.

## Système de jeu
Le joueur évolue dans un univers futuriste en 3D en vision subjective. À travers plusieurs niveaux, le but du joueur est d'avancer dans le décor en se servant de plates-formes et de cubes qui peuvent être aimantés positivement ou négativement de manière à s'attirer ou se repousser, créant ainsi des interactions qui permettent au joueur d'avancer dans des zones précédemment inaccessibles du décor ou de déclencher des mécanismes d'ouverture.